# Luka Karabatic
Luka Karabatic (Estrasburgo, 19 de abril de 1988) es un jugador profesional de balonmano francés de raíces serbias. Pertenece al Paris Saint-Germain de la Liga de Francia y desde el 2011 es integrante de la selección de balonmano de Francia. Juega en la posición de pivote, y actúa la mayoría de las veces cuando el equipo contrario ataca, por lo que es de perfil defensivo.
Su padre era un jugador de balonmano croata y su madre es serbia.
Es el hermano menor del también jugador de balonmano Nikola Karabatić (n. 1984).

## Carrera
Luka nació en Estrasburgo, Francia a pesar de que sus padres son de origen yugoslavo, y que su hermano Nikola también naciera en Serbia. Cuando el aún no había nacido, sus padres se mudaron a Francia y ya una vez en territorio galo nació Luka. A pesar de que su padre y su hermano jugaban al balonmano, él se inició jugando al tenis hasta el año 2007, cuando decidió seguir con la profesión de su padre y hermano. Ese año se unió al centro de formación del Montpellier HB, donde jugó Nikola, y allí desarrolló sus primeros años de carrera.
Dos años después de su debut profesional, que se produjo en 2009, debutó con la selección de balonmano de Francia en un partido contra Argentina.
Siguió defendiendo los colores del Montpellier, hasta que salió un escándalo de apuestas de varios jugadores del Montepellier, incluido él y su hermano. A principios de la temporada 2012-13 cuando se produjo este incidente, estuvo bajo custodia policial hasta que fue puesto en libertad bajo fianza de 4500 euros. El Montpellier decidió desvincular a ambos hermanos de sus filas, y ficharon por el Pays d'Aix Handball, evitando que el modesto equipo descendiera.
En enero de 2014 fue uno de los convocados de Francia para disputar el Campeonato de Europa celebrado en Dinamarca. El equipo de Francia finalmente ganaría el oro después de derrotar en la final a la anfitriona.
Tras una gran temporada en la que fue elegido como el mejor defensor de la LNH Luka tenía bastantes ofertas de equipos como el RK Vardar o HSV Hamburgo pero la familia y la tierra le hizo tomar la decisión de fichar por el PSG.
En junio de 2015, se anunció su fichaje por el Paris Saint-Germain hasta el año 2019.
Karabatic fue elegido para disputar el Campeonato Mundial de Balonmano Masculino de 2017, el que sería su segundo Mundial, pero una lesión en el segundo partido de la primera fase contra Japón hizo que se perdiera el resto del torneo y tuviera que ser sustituido en la convocatoria por Dika Mem. Las pruebas confirmaron que sufría una rotura del ligamento tibiofibular del tobillo derecho.

## Equipos
- Montpellier HB (2007-2012)
- Pays d'Aix Handball (2012-2015)
- Paris Saint-Germain (2015-presente)

## Palmarés

### Selección nacional
| Juegos Olímpicos   | Juegos Olímpicos             | Juegos Olímpicos  | Juegos Olímpicos |
| Año                | Lugar                        | Medalla           |                  |
| ------------------ | ---------------------------- | ----------------- | ---------------- |
| 2016               | Río de Janeiro               | Medalla de plata  |                  |
| 2020               | Tokio                        | Medalla de oro    |                  |
| Campeonato Mundial |                              |                   |                  |
| Año                | Lugar                        | Medalla           |                  |
| 2015               | Catar                        | Medalla de oro    |                  |
| 2017               | Francia                      | Medalla de oro    |                  |
| 2019               | Alemania y Dinamarca         | Medalla de bronce |                  |
| 2023               | Polonia y Suecia             | Medalla de plata  |                  |
| 2025               | Croacia, Dinamarca y Noruega | Medalla de bronce |                  |
| Campeonato Europeo |                              |                   |                  |
| Año                | Lugar                        | Medalla           |                  |
| 2014               | Dinamarca                    | Medalla de oro    |                  |
| 2018               | Croacia                      | Medalla de bronce |                  |
| 2024               | Alemania                     | Medalla de oro    |                  |

### Montpellier HB
- Liga de Francia (5): (2008, 2009, 2010, 2011, 2012)
- Copa de Francia (4): (2008, 2009, 2010, 2012)
- Copa de la Liga de Francia (3): (2010, 2011, 2012)
- Supercopa de Francia (2): 2010-2011, 2011-2012

### PSG
- Liga de Francia (9): 2016, 2017, 2018, 2019, 2020, 2021, 2022, 2023, 2024
- Copa de la Liga (3): 2017, 2018, 2019
- Supercopa de Francia (3): 2016, 2019, 2023
- Copa de Francia (3): 2018, 2021, 2022

### Distinciones individuales
- Mejor Defensor de la Liga Francesa (2015)
- Mejor Defensor de la Liga de Campeones EHF (2018)